# Campeonato Argentino de Mayores 1993
El Campeonato Argentino de Mayores de 1993 fue la cuadragésimo-novena edición del torneo de uniones regionales organizado por la Unión Argentina de Rugby. La Unión de Rugby de Misiones organizó las fases finales del campeonato por primera vez en su historia, con los encuentros definitorios disputados el 8 y 9 de mayo de 1993 en las instalaciones del Club Atlético Posadas.
Participó por primera vez en esta edición la Unión de Rugby de la Cuenca del Salado, una nueva unión regional que no estaba afiliada a la UAR pero intervino como unión invitada. Esta unión reunió y representó a clubes del centro y centro-este de la Provincia de Buenos Aires, abarcando ciudades comprendidas por la Zona deprimida del Río Salado.
La Unión de Rugby de Tucumán consiguió su séptimo título, el segundo de forma consecutiva, tras imponerse 24-12 ante la Unión de Rugby de Rosario. A partir de esta temporada comenzó a realizarse un nuevo torneo para selecciones representativas juveniles organizado por la Unión Argentina de Rugby con la disputa del primer Campeonato Argentino de Menores de 21. Se disputó también en esta temporada el Campeonato Nacional de Clubes de 1993, primera edición del actual Torneo Nacional de Clubes, torneo equivalente del Campeonato Argentino de Rugby a nivel clubes el cual reúne a los campeones de las uniones regionales y los del Gran Buenos Aires, en aquel entonces directamente afiliados a la UAR.

## Equipos participantes
Disputaron esta edición veintiún equipos: veinte uniones provinciales y la Unión Argentina de Rugby, representada por el seleccionado de Buenos Aires. Estos fueron divididos en un Grupo Campeonato (ocho equipos), un Grupo Ascenso (ocho equipos) y un Grupo Clasificación (cinco equipos). 
| División                      | Equipo              | Unión                                                     |
| ----------------------------- | ------------------- | --------------------------------------------------------- |
| Grupo Campeonato 8 equipos    | Buenos Aires        | Unión Argentina de Rugby                                  |
| Grupo Campeonato 8 equipos    | Córdoba             | Unión Cordobesa de Rugby                                  |
| Grupo Campeonato 8 equipos    | Cuyo                | Unión de Rugby de Cuyo                                    |
| Grupo Campeonato 8 equipos    | Mar del Plata       | Unión de Rugby de Mar del Plata                           |
| Grupo Campeonato 8 equipos    | Nordeste            | Unión de Rugby del Nordeste                               |
| Grupo Campeonato 8 equipos    | Rosario             | Unión de Rugby de Rosario                                 |
| Grupo Campeonato 8 equipos    | San Juan            | Unión Sanjuanina de Rugby                                 |
| Grupo Campeonato 8 equipos    | Tucumán             | Unión de Rugby de Tucumán                                 |
| Grupo Ascenso 8 equipos       | Alto Valle          | Unión de Rugby del Alto Valle de Río Negro y Neuquén      |
| Grupo Ascenso 8 equipos       | Chubut              | Unión de Rugby del Valle del Chubut                       |
| Grupo Ascenso 8 equipos       | Entre Ríos          | Unión Entrerriana de Rugby                                |
| Grupo Ascenso 8 equipos       | Misiones            | Unión de Rugby de Misiones                                |
| Grupo Ascenso 8 equipos       | Salta               | Unión de Rugby de Salta                                   |
| Grupo Ascenso 8 equipos       | Santa Fe            | Unión Santafesina de Rugby                                |
| Grupo Ascenso 8 equipos       | Santiago del Estero | Unión Santiagueña de Rugby                                |
| Grupo Ascenso 8 equipos       | Sur                 | Unión de Rugby del Sur                                    |
| Grupo Clasificación 5 equipos | Austral             | Unión de Rugby Austral                                    |
| Grupo Clasificación 5 equipos | Centro              | Unión de Rugby del Centro de la Provincia de Buenos Aires |
| Grupo Clasificación 5 equipos | Cuenca del Salado   | Unión de Rugby de la Cuenca del Salado                    |
| Grupo Clasificación 5 equipos | Jujuy               | Unión Jujeña de Rugby                                     |
| Grupo Clasificación 5 equipos | Oeste               | Unión de Rugby del Oeste de Buenos Aires                  |

## Formato
Los veintiún equipos participantes fueron divididos en tres categorías: Grupo Campeonato, Grupo Ascenso y Grupo Clasificación. Cada grupo se resolvió con el sistema de todos contra todos a una sola ronda y alternando encuentros de local y visitante.
Grupo Campeonato
El Grupo Campeonato se dividió en dos zonas (A y B) de cuatro equipos cada una. Los primeros y segundos de cada zona clasificaron a la fase final del torneo. Los dos equipos que finalizaron últimos en sus zonas descendieron al Grupo Ascenso de la siguiente edición. 
Grupo Ascenso
El Grupo Ascenso se dividió en dos zonas (C y D) de cuatro equipos cada una. Los ganadores de cada zona ascendieron al Grupo Campeonato de la siguiente edición, mientras que los últimos descendieron al Grupo Clasificación. 
Grupo Clasificación
El Grupo Clasificación se dividió en dos zonas (A y B) de tres y dos equipos. Los ganadores de cada zona ascendieron al Grupo Ascenso de la siguiente edición.
Fase final
En la fase final, los cuatro equipos provenientes del Grupo Campeonato disputaron encuentros a eliminación directa (semifinales y final) en una sede única designada, con el vencedor siendo considerado el campeón de la temporada.

## Grupo Campeonato

### Zona A
| Pos. | Equipos       | Partidos | Partidos | Partidos | Tantos | Tantos | Tantos | Pts. |
| Pos. | Equipos       | G        | E        | P        | PF     | PC     | DP     | Pts. |
| ---- | ------------- | -------- | -------- | -------- | ------ | ------ | ------ | ---- |
| 1.°  | Tucumán       | 3        | 0        | 0        | 109    | 51     | +58    | 6    |
| 2.°  | Rosario       | 2        | 0        | 1        | 94     | 69     | +25    | 4    |
| 3.°  | San Juan      | 1        | 0        | 2        | 58     | 76     | -18    | 2    |
| 4.°  | Mar del Plata | 0        | 0        | 3        | 44     | 109    | -65    | 0    |

|  | Clasifica a fase final         |
|  | Desciende a Grupo Ascenso 1994 |

|  | Tucumán | 52 - 10 | Mar del Plata |  |  |

|  | Rosario | 40 - 14 | San Juan |  |  |

|  | Tucumán | 33 - 20 | Rosario |  |  |

|  | San Juan | 23 - 12 | Mar del Plata |  |  |

|  | Rosario | 34 - 22 | Mar del Plata |  |  |

|  | Tucumán | 24 - 21 | San Juan |  |  |

### Zona B
| Pos. | Equipos      | Partidos | Partidos | Partidos | Tantos | Tantos | Tantos | Pts. |
| Pos. | Equipos      | G        | E        | P        | PF     | PC     | DP     | Pts. |
| ---- | ------------ | -------- | -------- | -------- | ------ | ------ | ------ | ---- |
| 1.°  | Buenos Aires | 3        | 0        | 0        | 121    | 43     | +78    | 6    |
| 2.°  | Córdoba      | 2        | 0        | 1        | 103    | 80     | +23    | 4    |
| 3.°  | Cuyo         | 0        | 1        | 2        | 81     | 88     | -7     | 1    |
| 4.°  | Nordeste     | 0        | 1        | 2        | 30     | 124    | -94    | 1    |

|  | Clasifica a fase final         |
|  | Desciende a Grupo Ascenso 1994 |

| 17 de abril | Cuyo | 27 - 33 | Buenos Aires | Mendoza Rugby Club, Guaymallén       |                                      |
|             |      | Reporte |              | Árbitro(s): Nicolas Lasaga (Francia) | Árbitro(s): Nicolas Lasaga (Francia) |

|  | Córdoba | 56 - 6 | Nordeste |  |  |

| 24 de abril | Buenos Aires | 44 - 0  | Nordeste | Estadio GEBA, Buenos Aires      |                                 |
|             |              | Reporte |          | Árbitro(s): S.Borsani (Rosario) | Árbitro(s): S.Borsani (Rosario) |

|  | Córdoba | 31 - 30 | Cuyo |  |  |

| 1 de mayo | Buenos Aires | 42 - 16 | Córdoba | Estadio GEBA, Buenos Aires            |                                       |
|           |              | Reporte |         | Árbitro(s): Paul Bleckwedel (Tucumán) | Árbitro(s): Paul Bleckwedel (Tucumán) |

|  | Cuyo | 24 - 24 | Nordeste |  |  |

## Grupo Ascenso

### Zona C
| Pos. | Equipos    | Partidos | Partidos | Partidos | Tantos | Tantos | Tantos | Pts. |
| Pos. | Equipos    | G        | E        | P        | PF     | PC     | DP     | Pts. |
| ---- | ---------- | -------- | -------- | -------- | ------ | ------ | ------ | ---- |
| 1.°  | Santa Fe   | 3        | 0        | 0        | 122    | 62     | +60    | 6    |
| 2.°  | Sur        | 2        | 0        | 1        | 104    | 42     | +62    | 4    |
| 3.°  | Alto Valle | 1        | 0        | 2        | 66     | 76     | -10    | 2    |
| 4.°  | Chubut     | 0        | 0        | 3        | 35     | 147    | -112   | 0    |

|  | Asciende a Grupo Campeonato 1994     |
|  | Desciende a Grupo Clasificación 1994 |

|  | Santa Fe | 43 - 26 | Alto Valle |  |  |

|  | Sur | 65 - 5 | Chubut |  |  |

|  | Sur | 18 - 15 | Alto Valle |  |  |

|  | Santa Fe | 57 - 15 | Chubut |  |  |

|  | Santa Fe | 22 - 21 | Sur |  |  |

|  | Alto Valle | 25 - 15 | Chubut |  |  |

### Zona D
| Pos. | Equipos         | Partidos | Partidos | Partidos | Tantos | Tantos | Tantos | Pts. |
| Pos. | Equipos         | G        | E        | P        | PF     | PC     | DP     | Pts. |
| ---- | --------------- | -------- | -------- | -------- | ------ | ------ | ------ | ---- |
| 1.°  | Salta           | 2        | 0        | 1        | 96     | 70     | +26    | 4    |
| 2.°  | Sgo. del Estero | 2        | 0        | 1        | 97     | 55     | +42    | 4    |
| 3.°  | Entre Ríos      | 2        | 0        | 1        | 84     | 72     | +12    | 4    |
| 4.°  | Misiones        | 0        | 0        | 3        | 43     | 123    | -80    | 0    |

|  | Asciende a Grupo Campeonato 1994     |
|  | Desciende a Grupo Clasificación 1994 |

|  | Salta | 28 - 33 | Entre Ríos |  |  |

|  | Santiago del Estero | 49 - 10 | Misiones |  |  |

|  | Santiago del Estero | 27 - 16 | Entre Ríos |  |  |

|  | Salta | 39 - 16 | Misiones |  |  |

|  | Salta | 29 - 21 | Santiago del Estero |  |  |

|  | Entre Ríos | 35 - 17 | Misiones |  |  |

## Grupo Clasificación

### Zona A
| Pos. | Equipos | Partidos | Partidos | Partidos | Tantos | Tantos | Tantos | Pts. |
| Pos. | Equipos | G        | E        | P        | PF     | PC     | DP     | Pts. |
| ---- | ------- | -------- | -------- | -------- | ------ | ------ | ------ | ---- |
| 1.°  | Austral | 2        | 0        | 0        | 74     | 34     | +40    | 4    |
| 2.°  | Oeste   | 1        | 0        | 1        | 29     | 44     | -15    | 2    |
| 3.°  | Centro  | 0        | 0        | 2        | 29     | 54     | -25    | 0    |

|  | Asciende a Grupo Ascenso 1994 |

|  | Austral | 35 - 24 | Centro |  |  |

|  | Oeste | 19 - 5 | Centro |  |  |

|  | Austral | 39 - 10 | Oeste |  |  |

### Zona B
| Pos. | Equipos       | Partidos | Partidos | Partidos | Tantos | Tantos | Tantos | Pts. |
| Pos. | Equipos       | G        | E        | P        | PF     | PC     | DP     | Pts. |
| ---- | ------------- | -------- | -------- | -------- | ------ | ------ | ------ | ---- |
| 1.°  | C. del Salado | 1        | 0        | 0        | 43     | 20     | +23    | 2    |
| 2.°  | Jujuy         | 0        | 0        | 1        | 20     | 43     | -23    | 0    |

|  | Asciende a Grupo Ascenso 1994 |

|  | Cuenca del Salado | 43 - 20 | Jujuy |  |  |

## Fase final
Las fases finales del torneo se disputaron el 8 y 9 de mayo en las instalaciones del Club Atlético Posadas de Misiones.
|  | Semifinales  | Semifinales  | Semifinales |         |         | Final         | Final         | Final         |  |
|  | 8 de mayo    | 8 de mayo    | 8 de mayo   |         |         | 9 de mayo     | 9 de mayo     | 9 de mayo     |  |
|  |              |              |             |         |         |               |               |               |  |
|  |              |              |             |         |         |               |               |               |  |
|  | Tucumán      | Tucumán      | 25          |         |         |               |               |               |  |
|  | Tucumán      | Tucumán      | 25          |         |         |               |               |               |  |
|  | Córdoba      | Córdoba      | 22          |         |         |               |               |               |  |
|  | Córdoba      | Córdoba      | 22          |         | Tucumán | Tucumán       | 24            |               |  |
|  |              |              |             |         | Tucumán | Tucumán       | 24            |               |  |
|  |              |              | Rosario     | Rosario | 12      |               |               |               |  |
|  | Buenos Aires | Buenos Aires | Rosario     | Rosario | 12      | 16            |               |               |  |
|  | Buenos Aires | Buenos Aires |             |         |         | 16            |               |               |  |
|  | Rosario      | Rosario      | 24          |         |         | Tercer puesto | Tercer puesto | Tercer puesto |  |
|  | Rosario      | Rosario      | 24          |         |         | Tercer puesto | Tercer puesto | Tercer puesto |  |
|  |              |              |             |         |         |               |               |               |  |
|  |              |              |             |         |         | Córdoba       | Córdoba       | 30            |  |
|  |              |              |             |         |         | Córdoba       | Córdoba       | 30            |  |
|  |              |              |             |         |         | Buenos Aires  | Buenos Aires  | 32            |  |
|  |              |              |             |         |         | Buenos Aires  | Buenos Aires  | 32            |  |
|  |              |              |             |         |         |               |               |               |  |

### Semifinales
| 8 de mayo | Tucumán | 25 - 22 | Córdoba | Club Atlético Posadas, Posadas      |                                     |
|           |         | Reporte |         | Árbitro(s): Chris Rees (Inglaterra) | Árbitro(s): Chris Rees (Inglaterra) |

| 8 de mayo | Buenos Aires | 16 - 24 | Rosario | Club Atlético Posadas, Posadas       |                                      |
|           |              | Reporte |         | Árbitro(s): Gabriel Bertranou (Cuyo) | Árbitro(s): Gabriel Bertranou (Cuyo) |

### Tercer puesto
| 9 de mayo | Córdoba | 30 - 32 | Buenos Aires | Club Atlético Posadas, Posadas        |                                       |
|           |         | Reporte |              | Árbitro(s): Mario González (Nordeste) | Árbitro(s): Mario González (Nordeste) |

### Final
| 9 de mayo | Tucumán | 24 - 12 | Rosario | Club Atlético Posadas, Posadas      |                                     |
|           |         | Reporte |         | Árbitro(s): Chris Rees (Inglaterra) | Árbitro(s): Chris Rees (Inglaterra) |

| Bandera de la Provincia de Tucumán |
| Tucumán Campeón                    |
| Séptimo título                     |